# 빅토르 페초우스키
빅토르 페초우스키(슬로바키아어: Viktor Pečovský, 1983년 5월 24일 ~ )는 슬로바키아 수페르리가 소속 팀인 질리나 B에서 미드필더로 활약하고 있는 슬로바키아의 축구 선수이다.

## 수상

### 두클라 B. 비스트리차
- 슬로바키아 컵 (1): 2004–05

### MŠK 질리나
- 슬로바키아 수페르리가 (1): 2011–12[1]
- 슬로바키아 컵 (1): 2011–12

### 국가대표
- UEFA U-19 축구 선수권 대회: 3위 (2002)

### 개인
- 슬로바키아 수페르리가 올해의 선수: 2014–15[2]